# Задов Михайло Адамович
Михайло Адамович Задов нар. 20 лютого 1975, Запоріжжя) — український футболіст, що грав на позиції півзахисника. Відомий за виступами у складі сімферопольської «Таврії» у вищій українській лізі.

## Кар'єра футболіста
Михайло Задов дебютував у професійному футболі 7 жовтня 1992 року у складі сімферопольської «Таврії» в матчі Кубка України в матчі з павлоградським «Шахтарем». У вищій українській лізі футболіст дебютував 8 жовтня 1993 року, вийшовши на заміну в матчі з донецьким «Шахтарем». Зігравши лише 2 матчі у вищій лізі, та 4 матчі в Кубку України, Михайло Задов став гравцем аматорської команди «Нива-Віктор» з Новомиколаївки, а пізніше команди «Зірка» з Запоріжжя. У 1995 році футболіст став гравцем команди першої ліги «Хімік» з Житомира. в складі якого провів 6 матчів. У 1997 Михайло Задов зіграв 2 матчі за клуб другої ліги «Віктор» із Запоріжжя. На початку 1998 року футболіст грав у складі аматорської команди «Даліс» із Комишувахи. У 1999 році зіграв 7 матчів у житомирському клубі першої ліги, який до цього часу змінив назву на «Полісся», після чого в професійних клубах не виступав.